# ニーダーザクセン州

ニーダーザクセン州
Land Niedersachsen

| ニーダーザクセン州の旗 | ニーダーザクセン州の紋章 |
| ---------------------- | ------------------------ |
| 州旗                   | 州の紋章                 |
| 州歌                   | ニーダーザクセンの歌     |

| 州都                            | ハノーファー                                     |
| 面積                            | 47,617.97 km² （第2位）                          |
| 人口 - 総計 - 人口密度          | （2022/12/31） 8,140,242 人 （第4位） 171 人/km² |
| ISO 3166-2:DE                   | DE-NI                                            |
| 公式サイト                      | ニーダーザクセン州政府                           |
| 政 治                           |                                                  |
| 州首相                          | オラフ・リース（英語版） (SPD)                   |
| 与党                            | SPD・Grüne連立                                   |
| 前回選挙                        | 2022年10月9日                                    |
| 次回選挙                        | 2027年                                           |
| 連邦参議院（上院） での投票権数 | 6                                                |
| 地 方                           |                                                  |
| 市町村数 * 独立市               | 1023 8                                           |

ニーダーザクセン州（ニーダーザクセンしゅう、ドイツ語: Land Niedersachsen、低地ドイツ語: Neddersassen、東フリジア語：Lound Läichsaksen、英語: Lower Saxony）は、ドイツ連邦共和国を構成する16の連邦州のひとつで、ドイツ北西部に位置する。低地ザクセン州とも訳される（niederが「低地」「低い」。英語のlower）。州都はハノーファー。

## 地理
北から北東にかけてシュレースヴィヒ＝ホルシュタイン州、ハンブルク市と、東をメクレンブルク＝フォアポンメルン州、ブランデンブルク州、ザクセン＝アンハルト州と、南をヘッセン州、テューリンゲン州と、南西をノルトライン＝ヴェストファーレン州と、西をオランダと接する。また、州内にはブレーメン州が2つの領域（主市ブレーメン・外港ブレーマーハーフェン）として分かれて存在している。北は、北海に面し、その沿岸部は東フリースラント地方とよばれる。沖合には7つの島が連なる東フリージア諸島（オストフリージッシェ諸島）が浮かぶ。
州のほとんどは北ドイツ平野のニーダーザクセン低地に含まれ、南部がドイツ中部山地の北側部分にかかる。州の北東部は、エルベ川が州境となり、南東から北西へ向かって流れる。ただし一部例外があり、エルベ川右岸の町アムト・ノイハウスのみはニーダーザクセン州に属し、逆に、ハンブルクの南西部は左岸に及んでおり、この部分は属さない。中央部ではヴェーザー川とその支流ライネ川、アラー川が南北に流れる。東部にはエムス川が流れる。また、北ドイツ平野の南部を東西にミッテルラント運河が通り、これらの河川をつないでいる。
南東部は、ザクセン＝アンハルト州とにまたがり、ドイツ中部山地で最も標高の高いハルツ山地がある。州内の最高地点は、ハルツ山地にあるヴルムベルク山（海抜971m）である。南部から中南部は、ヴェーザー川流域に形成されたヴェーザー山地がヘッセン州およびノルトライン＝ヴェストファーレン州との境界をなす。
東部にはリューネブルガーハイデと名づけられたドイツ最大の荒地の広がる地域が、西部にはエムスラントと名づけられた広大な沼沢地があり、共に過疎地帯となっていたが、19世紀・20世紀に開拓が進み、今日では一部が自然公園として保護されて行楽地となっているのみである。

## 歴史
今日ニーダーザクセン州となっている地域の大部分は、中世時代にはザクセン人が居住、支配していた地域で、「ザクセン地方」と呼ばれていた。

### ザクセン公国
8世紀、カール大帝によってフランク王国に併合された。ザクセン部族の長ヴィドゥキントは改宗させられてザクセン大公となり、ザクセン公国の統治をまかされた。カロリング朝が断絶した後に、ドイツ国王に選ばれたのは、ザクセン大公ハインリヒ1世であった。彼の子オットー1世は、神聖ローマ帝国の初代皇帝となった。その後、ザクセン人の支配領域はいまだキリスト教化されていなかった南東地域（今日のザクセン州とザクセン＝アンハルト州に含まれる地域）に広がった。その新しい地域をキリスト教化し、統治していた貴族は、ザクセン朝の断絶後、ザクセン公の地位を継承し、近代には「ザクセン地方」の名はもっぱらそちらを指すようになっていた。それと区別するために、旧ザクセン地方には、「ニーダーザクセン」の名が帝国クライスを設置する際に与えられた。ザクセン公国は大幅に南東へと移動したため（現在のザクセン州）、旧ザクセンの地は北東から新興してきたプロイセン王国へと併呑されていく。

### 分割期
ドイツ帝国時代（1871年-1918年）には今日の州域は、プロイセン王国のハノーファー州（普墺戦争以前のハノーファー王国）、オルデンブルク大公国、ブラウンシュヴァイク公国の主要部、シャウムブルク＝リッペ侯国に分かれていた。1918年に各君主国は共和制の自由州となった。

### ニーダーザクセン州
第二次世界大戦後は、イギリス占領地区となった。1946年8月23日、イギリス占領軍司令部によって、プロイセンが解体され、ハノーファー州がプロヴィンツ (Provinz) からラント (Land) に昇格した。11月23日、ハノーファー州（ソ連占領地域となっていたエルベ川右岸の部分を除く）、オルデンブルク共和国、ブラウンシュヴァイク共和国（ソ連占領地区となっていた一部を除く。この部分はザクセン＝アンハルト州に組み込まれた）、シャウムブルク＝リッペ共和国を統合して、ニーダーザクセン州が成立した。
1949年5月23日、ドイツ連邦共和国（西ドイツ）が成立し、その1州となった。1951年4月13日、州議会は「暫定州憲法」(Vorläufige Niedersächsische Verfassung) を制定、5月1日に発効した。この州憲法は、「暫定」と題したまま数度の改正を経て、1993年まで有効であった。

アムト・ノイハウス
その他のリューネブルク郡の自治体

1990年のドイツ再統一後、元々ハノーファー州に含まれていたが、ソ連占領地区とされたためドイツ民主共和国（東ドイツ）に属していた自治体が、住民投票を経て、1993年6月30日にニーダーザクセン州（リューネブルク郡）へ編入された。それらの自治体は、10月1日に合併してアムト・ノイハウス (Amt Neuhaus) になった。
また、1993年5月19日には新たに州憲法 (Niedersächsische Verfassung) を制定し、6月1日に発効した。この憲法では、州の基本原理として環境保護を掲げたほか、住民発議（イニシアティブ）と住民投票（レファレンダム）の規定を置いた。

## 政治

### 州議会

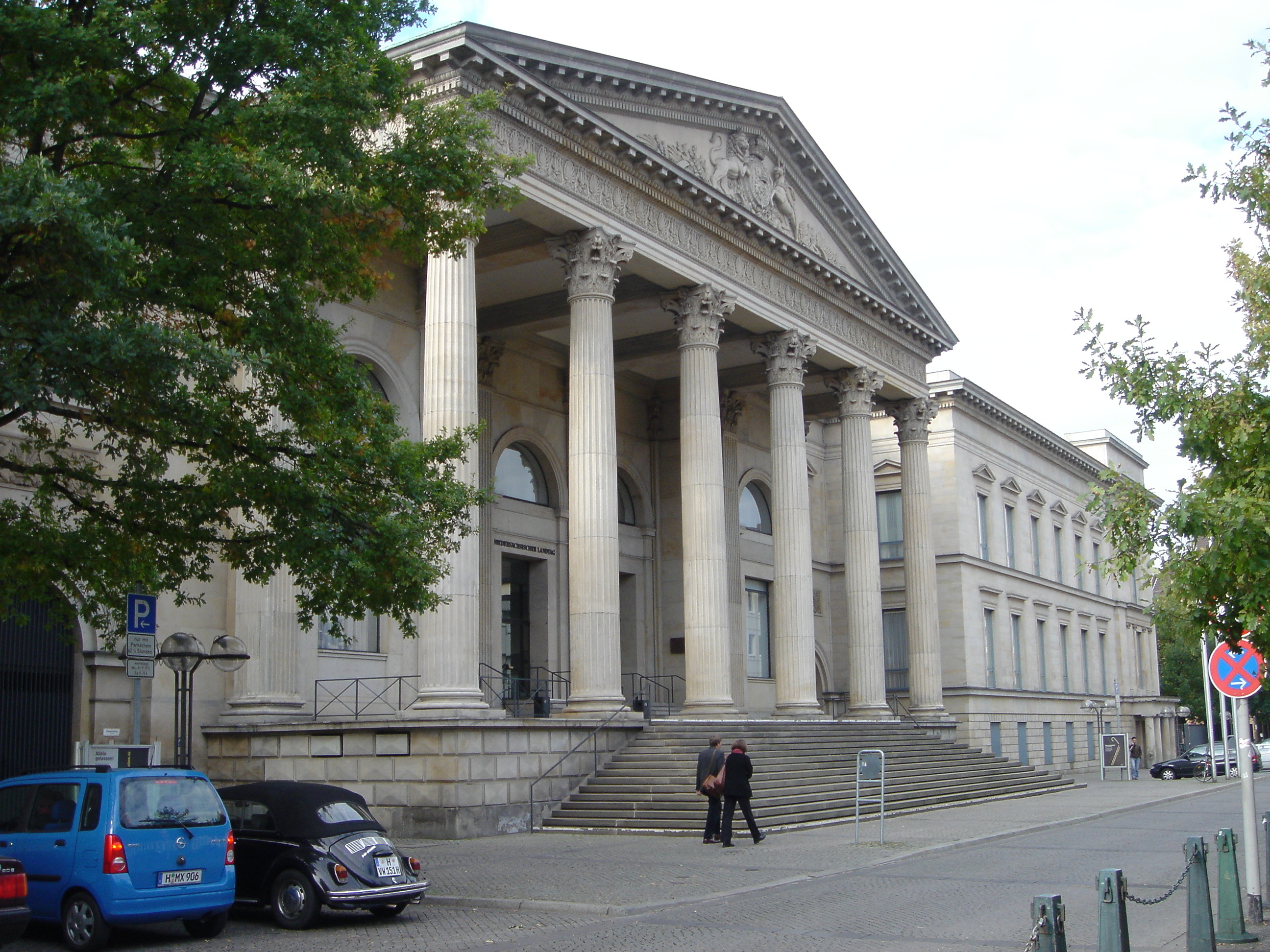
ハノーファー市にある州議会議事堂（旧ライネ城）

州議会 (Landtag) は一院制で、議員は小選挙区比例代表併用制で選出される。2023年現在の議席数は146。2022年10月9日に行われた州議会選挙での、各党の「得票率／獲得議席数（前回2017年選挙からの増減）／議席占有率」は以下の通りである。
- ドイツ社会民主党 (SPD)　33.4%／57議席(+2)／39.0%
- ドイツキリスト教民主同盟 (CDU)　28.1%／47議席(-3)／32.2%
- 同盟90/緑の党 (Grüne)　14.5%／24議席(+12)／16.4%
- ドイツのための選択肢 (AfD)　11.0%／18議席(+9)／12.3％

　――――――――――――――――――――――――――――――――――
- 自由民主党 (FDP)　4.7%／0議席(-11)／0%
- 左翼党 (Linke)　2.7%／0議席(±0)／0%

自由民主党と左翼党はそれぞれ得票率5%に届かず、阻止条項により議席を獲得できなかった。

### 歴代州首相
1. 1946年-1955年：ハインリヒ・ヴィルヘルム・コプフ (Hinrich Wilhelm Kopf) SPD
2. 1955年-1959年：ハインリヒ・ヘルヴェゲ (Heinrich Hellwege) DP
3. 1959年-1961年：ハインリヒ・ヴィルヘルム・コプフ（再）SPD
4. 1961年-1970年：ゲオルク・ディーデリヒス (Georg Diederichs) SPD
5. 1970年-1976年：アルフレート・クーベル (Alfred Kubel) SPD
6. 1976年-1990年：エルンスト・アルプレヒト (Ernst Albrecht) CDU（第13・14代欧州委員会委員長 ウルズラ・フォン・デア・ライエンの父）
7. 1990年-1998年：ゲアハルト・シュレーダー (Gerhard Schröder) SPD （後の連邦首相）
8. 1998年-1999年：ゲアハルト・グロゴフスキ (Gerhard Glogowski) SPD
9. 1999年-2003年：ジグマール・ガブリエル (Sigmar Gabriel) SPD
10. 2003年-2010年：クリスティアン・ヴルフ (Christian Wulff) CDU
11. 2010年-2013年：デイヴィッド・マカリスター (David McAllister) CDU
12. 2013年-2025年：シュテファン・ヴァイル（Stephan Weil）SPD
13. 2025年-（現職）：オラフ・リース（英語版）（Olaf Lies）SPD

### 友好都市
- 日本・徳島県（2007年9月13日）[1]

## 地方行政
ニーダーザクセン州政府は、州内を4つの行政管区 (Regierungsbezirk、県とも) に分けて、その地域にある地方自治体の活動を監督してきたが、地方分権化を推し進めるため2005年1月1日をもって行政管区（県）は廃止された。
州の行政単位は、37の郡 (Landkreis) と、郡には属さない8つの独立市 (kreisfreie Stadt) から成る。郡に属する下級行政単位は、大きく分けて3種類ある。
- 単独で活動する市町村（基礎自治体）: Einheitsgemeinde - 59市5町村
- いくつかの市町村（基礎自治体）が集合して活動するもの: Samtgemeinde - 140団体。これに属するの市町村は、97市854町村
- 市町村が設置されていない地区: Gemeindefreie Gebiete - 25地区（うち23地区が無人）

独立市も含めた広義の市町村の総数は、1023である。

### 郡
1. アマーラント郡 (Landkreis Ammerland)
2. アウリッヒ郡 (Landkreis Aurich)
3. グラーフシャフト・ベントハイム郡 (Landkreis Grafschaft Bentheim)
4. ツェレ郡 (Landkreis Celle)
5. クロッペンブルク郡 (Landkreis Cloppenburg)
6. クックスハーフェン郡 (Landkreis Cuxhaven)
7. ディープホルツ郡 (Landkreis Diepholz)
8. エムスラント郡 (Landkreis Emsland)
9. フリースラント郡 (Landkreis Friesland)
10. ギフホルン郡[2] (Landkreis Gifhorn)
11. ゴスラー郡 (Landkreis Goslar)
12. ゲッティンゲン郡 (Landkreis Göttingen)
13. ハーメルン＝ピルモント郡 (Landkreis Hameln-Pyrmont)
14. ハノーファー広域連合 (Region Hannover)
15. ハールブルク郡 (Landkreis Harburg)
16. ヘルムシュテット郡 (Landkreis Helmstedt)
17. ヒルデスハイム郡 (Landkreis Hildesheim)
18. ホルツミンデン郡 (Landkreis Holzminden)
19. レーア郡 (Landkreis Leer)
20. リューホー＝ダネンベルク郡 (Landkreis Lüchow-Dannenberg)
21. リューネブルク郡 (Landkreis Lüneburg)
22. ニーンブルク/ヴェーザー郡 (Landkreis Nienburg/Weser)
23. ノルトハイム郡 (Landkreis Northeim)
24. オルデンブルク郡 (Landkreis Oldenburg)
25. オスナブリュック郡 (Landkreis Osnabrück)
26. オスターホルツ郡 (Landkreis Osterholz)
27. （オステローデ・アム・ハルツ郡 Landkreis Osterode am Harz　2016年にゲッティンゲン郡と合併、統合された）
28. パイネ郡 (Landkreis Peine)
29. ローテンブルク（ヴュンメ）郡 (Landkreis Rotenburg)
30. シャウムブルク郡 (Landkreis Schaumburg)
31. ハイデクライス郡 (Landkreis Heidekreis)
32. シュターデ郡 (Landkreis Stade)
33. ユルツェン郡 (Landkreis Ülzen)
34. フェヒタ郡 (Landkreis Vechta)
35. フェルデン郡 (Landkreis Verden)
36. ヴェーザーマルシュ郡 (Landkreis Wesermarsch)
37. ヴィットムント郡 (Landkreis Wittmund)
38. ヴォルフェンビュッテル郡 (Landkreis Wolfenbüttel)

### 独立市
下の番号は、右の区分図の番号と対応。
1. ブラウンシュヴァイク (Braunschweig)
2. デルメンホルスト (Delmenhorst)
3. エムデン (Emden)
4. オルデンブルク (Oldenburg)
5. オスナブリュック (Osnabrück)
6. ザルツギッター (Salzgitter)
7. ヴィルヘルムスハーフェン (Wilhelmshaven)
8. ヴォルフスブルク (Wolfsburg)

### 主要都市
人口5万人以上の都市（2005年6月30日現在）。記事が未作成の都市は、参考のためドイツ語版へのリンクを付記した。
|    | 都市名                   | 郡                   | 人口    |
| -- | ------------------------ | -------------------- | ------- |
| 1  | ハノーファー             | ハノーファー広域連合 | 515,772 |
| 2  | ブラウンシュヴァイク     | （独立市）           | 245,895 |
| 3  | オスナブリュック         | （独立市）           | 164,066 |
| 4  | オルデンブルク           | （独立市）           | 162,341 |
| 5  | ゲッティンゲン           | ゲッティンゲン郡     | 121,865 |
| 6  | ヴォルフスブルク         | （独立市）           | 121,829 |
| 7  | ザルツギッター           | （独立市）           | 108,340 |
| 8  | ヒルデスハイム           | ヒルデスハイム郡     | 102,767 |
| 9  | ヴィルヘルムスハーフェン | （独立市）           | 83,765  |
| 10 | デルメンホルスト         | （独立市）           | 76,046  |

|    | 都市名                              | 郡                                | 人口   |
| -- | ----------------------------------- | --------------------------------- | ------ |
| 11 | リューネブルク                      | リューネブルク郡                  | 71,532 |
| 12 | ツェレ Celle                        | ツェレ郡                          | 71,402 |
| 13 | ガルブゼン Garbsen                  | ハノーファー広域連合              | 62,960 |
| 14 | ハーメルン                          | ハーメルン＝ピルモント郡          | 58,789 |
| 15 | ヴォルフェンビュッテル Wolfenbüttel | ヴォルフェンビュッテル郡          | 54,537 |
| 16 | ノルトホルン Nordhorn               | グラーフシャフト・ ベントハイム郡 | 53,026 |
| 17 | クックスハーフェン Cuxhaven         | クックスハーフェン郡              | 52,384 |
| 18 | エムデン                            | （独立市）                        | 51,719 |
| 19 | リンゲン Lingen                     | エムスラント郡                    | 51,318 |
| 20 | ランゲンハーゲン Langenhagen        | ハノーファー広域連合              | 50,613 |

## シンボル

州の紋章
州旗

州の紋章と旗は、1951年の旧「暫定州憲法」（4月13日成立、5月1日発効）で制定され、1993年の現行州憲法（5月19日成立、6月1日発効）においても踏襲されている。
州の紋章は、赤地の盾、跳ねる白馬である。この白馬は、中世初期のザクセン大公ヴィドゥキントの伝説の白馬であり、この地域を支配した貴族が好んで用いた。そして、ブラウンシュヴァイク＝リューネブルク公国、ハノーファー選帝侯国、ハノーファー王国、そしてプロイセン王国のハノーファー州、ブラウンシュヴァイク公国、ブラウンシュヴァイク共和国においても紋章として使われた。
州旗は、ドイツ国旗の黒・赤・金に、州の紋章を中央に配したものである。

## 住民

### 宗教
ニーダーザクセン州において、福音主義教会とローマ・カトリック教会に属するキリスト教徒は継続的に減り続けている。2001年と2018年の間、ニーダーザクセン州におけるキリスト教徒数は平均して、年に0.72％ずつ減っていた。2022年において、その減少数は1.5％に達している。
2011年欧州連合国勢調査によると、全住民の48.6%がドイツ福音主義教会 (EKD)、17.4%がローマ・カトリック教会に属し、34.0%が無宗教、もしくは他の宗教団体に属し、あるいは無回答者である。この調査以降も福音主義教会とカトリック教会に属するキリスト教徒は減り続けている。2021年末現在、全住民の40.0%は福音主義教会、15.9%はカトリック教会に属し、44.1%はこの二大教会に属してはいない。
2015年において、ニーダーザクセン州において約40万人がイスラム教信徒であり、この数は全住民の5%であった。ニーダーザクセン州における各種宗教団体の厳密な数値は、2011年を最後にして発表されていない。2011年当時、全住民の1.3%がプロテスタント自由教会、0.9%が正教会、0.1%がユダヤ教、2.2%が他の公法人宗教団体である復古カトリック教会、エホバの証人等に属していた。

#### プロテスタント・キリスト教

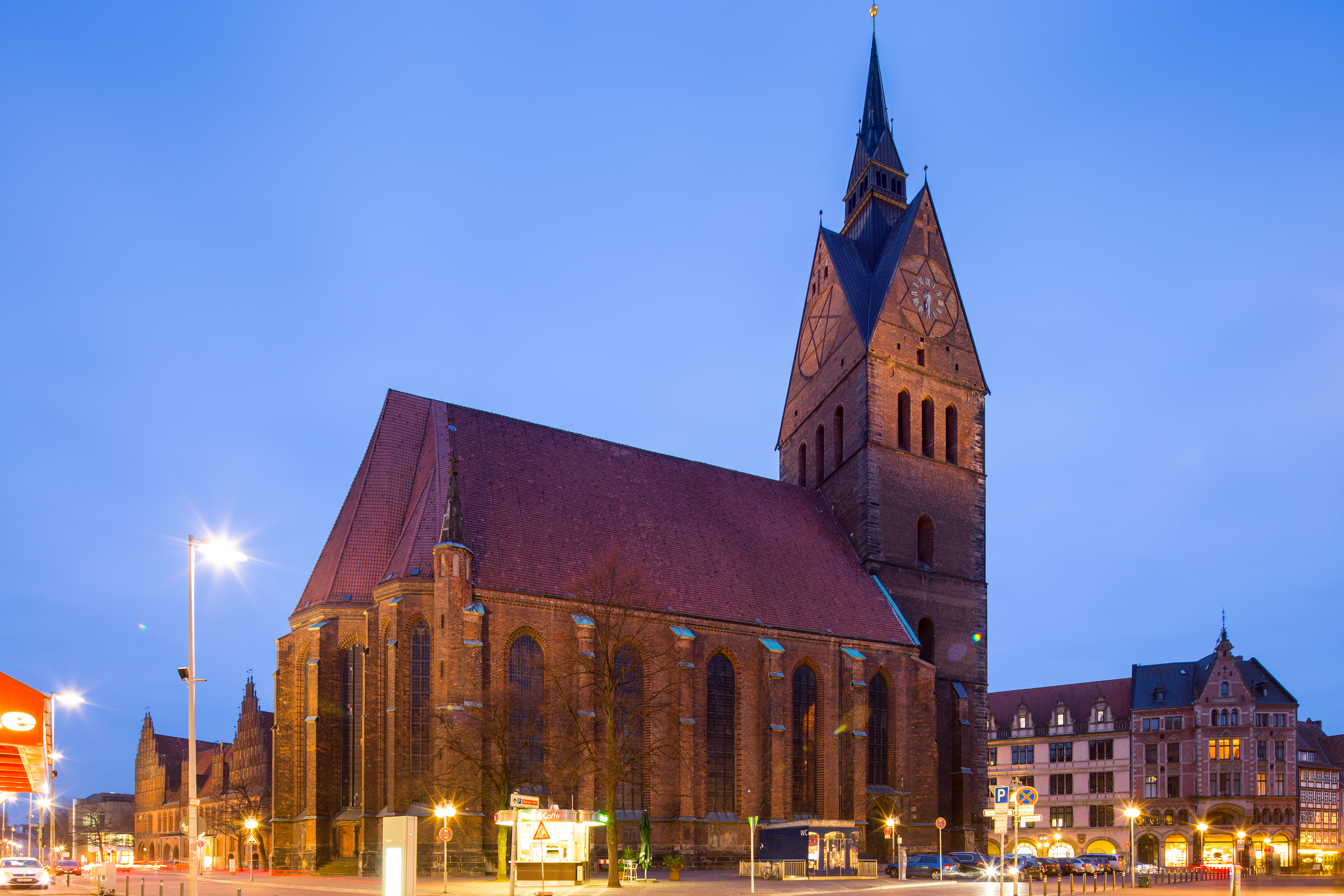
ハノーファーにあるルター派
マルクト教会

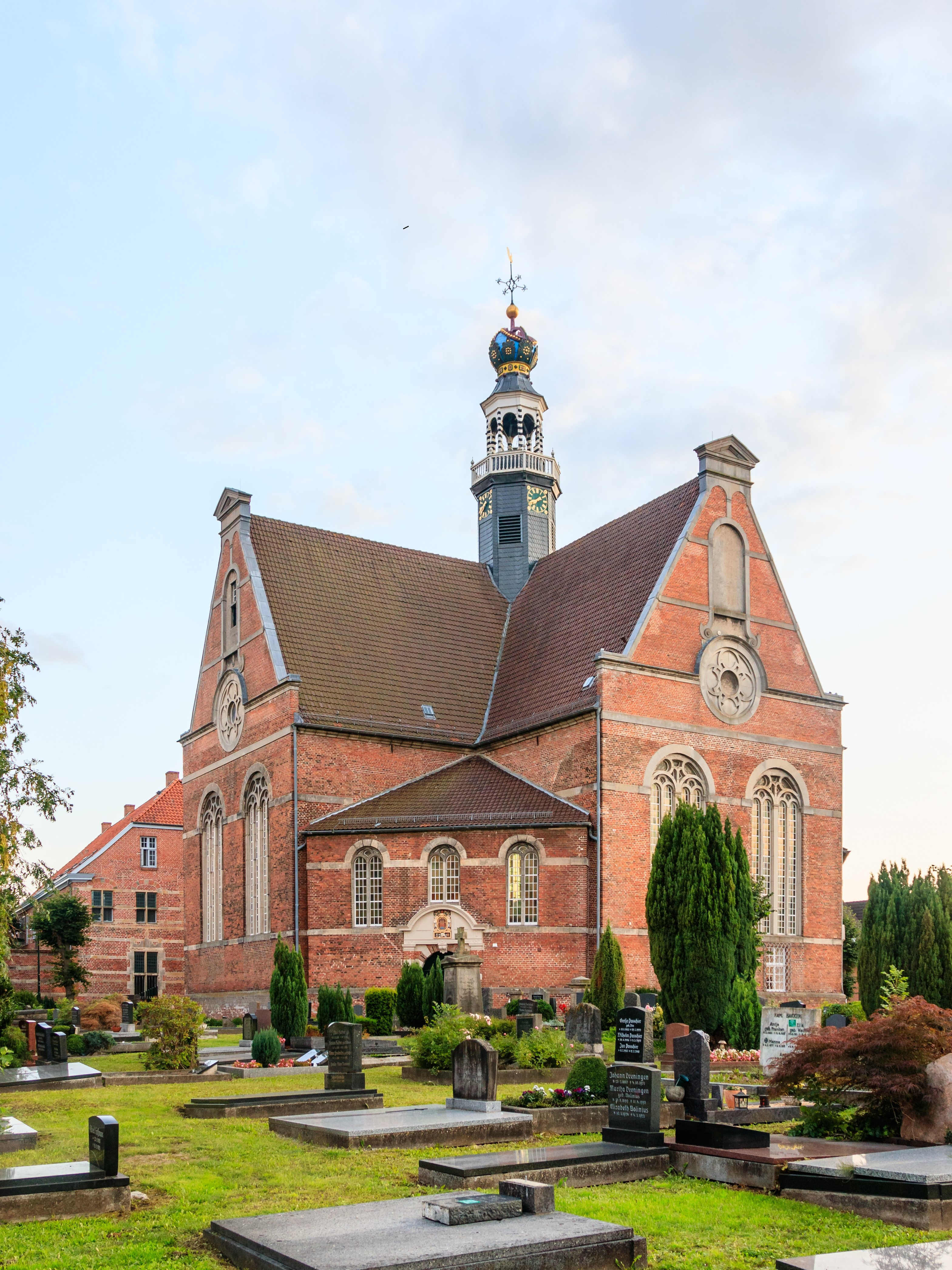
エムデンにある
改革派ノイエ教会

ニーダーザクセン州の大部分にはルター派教会によって宗教改革が導入された。
ルター派州教会として、ハノーファー福音ルター派州教会、ブラウンシュヴァイク福音ルター派州教会、オルデンブルク福音ルター派教会、シャウムブルク＝リッペ福音ルター派州教会がある。これらのドイツ福音主義教会 (EKD)に属しているルター派州教会だけでなく、古ルター派とも呼ばれる保守的な独立福音ルター派教会もニーダーザクセン州を中心的宣教地域として存在している。
東フリースラントとグラーフシャフト・ベントハイム郡において、伝統的に改革派教会が強い。
ニーダーザクセン州の改革派教会は福音主義改革派教会における中心的存在である。この地域の改革派教会共同体はドイツの多くの他州とは異なり、ルター派との合同教会を形成することなく、独自の州教会組織を維持し続けている。同様に、東フリースラント地域を中心宣教地域とする福音主義古改革派教会も存在している。この古改革派教会はドイツ福音主義教会 (EKD) には加盟せず、保守的な改革派として昔ながらの伝統を保持し続けている。
ニーダーザクセン州にある福音主義州教会は、1971年にニーダーザクセン州福音主義教会連合を結成し、連携している。
福音主義州教会の他に、数多くのプロテスタント 自由教会がニーダーザクセン州で活動している。その中で最も古いのは、メノナイト教会であり、宗教改革期の再洗礼運動にその起源を持つ。バプテスト教会とヘルンフート兄弟団は福音主義自由教会共同体同盟を形成している。この州における自由教会として、とりわけ、福音主義＝メソジスト教会、セブンスデー・アドベンチスト教会が存在している。さらに自由福音主義共同体連合に属する教会共同体も州内にある。

#### ローマ・カトリック教会

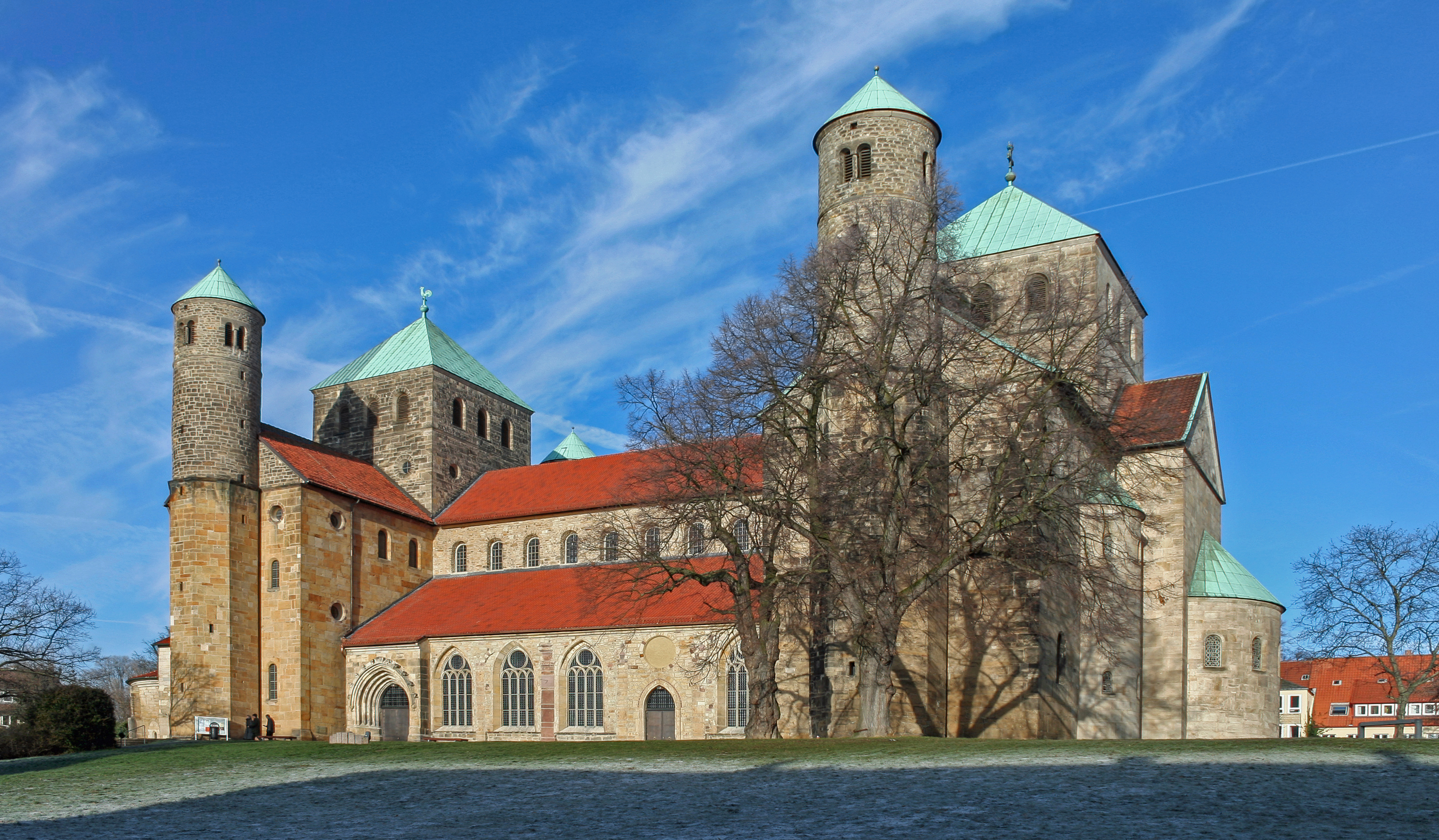
聖ミカエル聖堂（ユネスコ世界遺産）

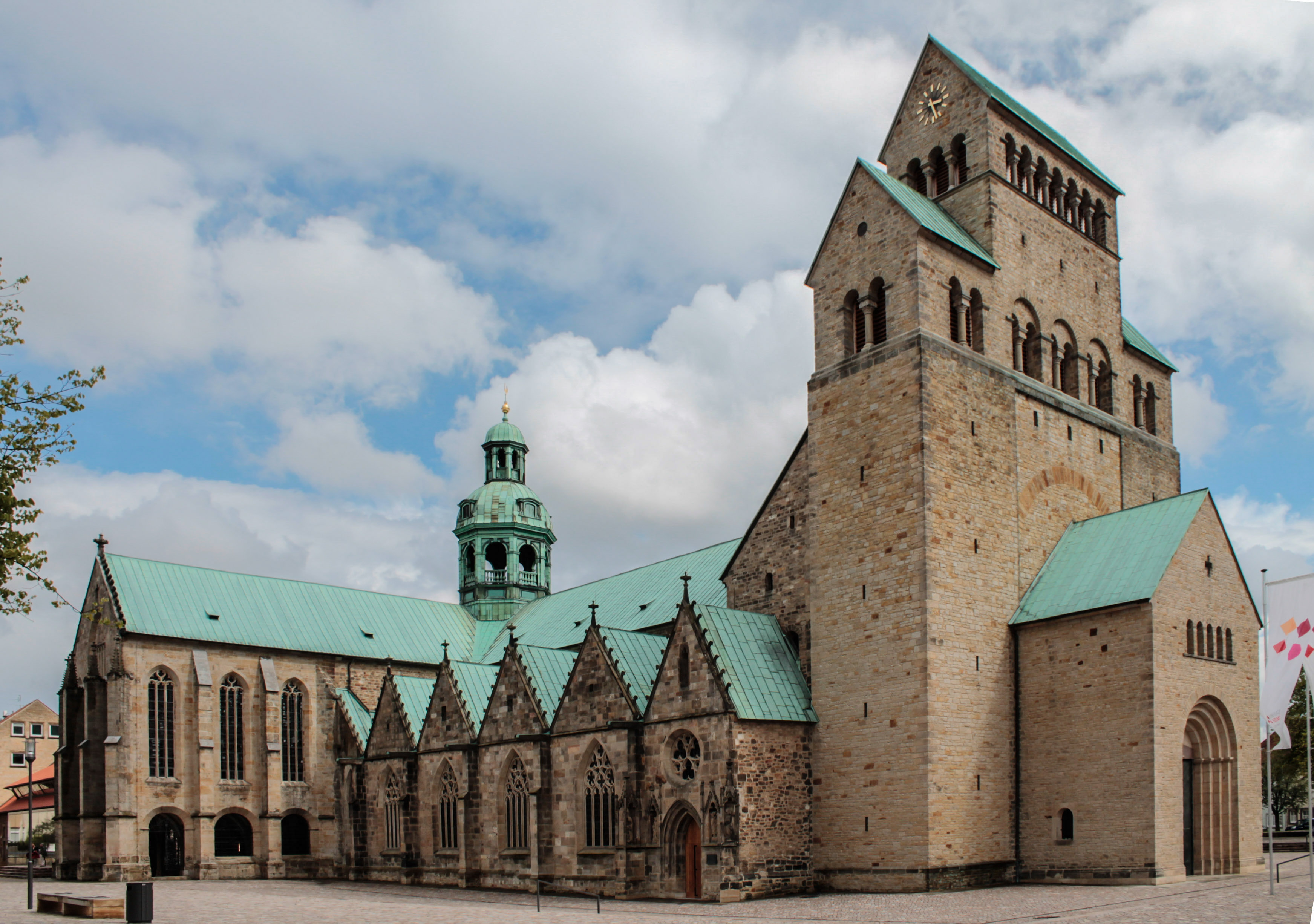
ヒルデスハイム大聖堂（ユネスコ世界遺産）

エムスラント郡、クロッペンブルク郡、フェヒタ郡、ディープホルツ郡 ツヴィストリンゲン市 、州南東部ハルツ山地南部のアイクスフェルト地方、帝国等族（ホーフシュティフト）の地位を得たヒルデスハイム司教コンラート2世で有名なヒルデスハイム司教領であった地域、さらに、オスナブリュック郡では、伝統的にローマ・カトリック教会の影響力が強い。
ニーダーザクセン州のカトリック教会共同体の多くはヒルデスハイム司教区とオスナブリュック司教区に属している。この２つの司教区はハンブルク大司教区の属司教区でもある。および、その他の教会共同体がミュンスター司教区に属している。この司教区はケルン大司教区の属司教区でもある。バート・ピルモントにある聖ゲオルク教会はパーダーボルン大司教区に属している。第二次世界大戦後のドイツ人追放によって、オーバーシュレージエン、エルムラント 、ズデーテン地方、ベーメン・メーレン保護領から多くのカトリック教徒が西ドイツ各地に移住することを強いられ、福音主義教会の強い地域にも住むことになった。

#### 復古カトリック教会
復古カトリック教会の北部教会管区本部がハノーファーに置かれている。北部教会管区はニーダーザクセン州、ブレーメン、ハンブルク、シュレスヴィヒ＝ホルシュタイン州各地の復古カトリック教会共同体を管轄している。

## 名所・旧跡

### 世界遺産
- ヒルデスハイムの聖マリア大聖堂と聖ミヒャエル教会 （ヒルデスハイム） - 1985年登録
- ランメルスベルク鉱山およびゴスラーの歴史都市 (ゴスラー) - 1992年登録

### その他
- ドイツ・メルヘン街道
- ブラウンシュヴァイクのゲヴァントハウス (Gewandhaus) - ルネサンス様式の商館
- ヘルツベルク・アム・ハルツ（ニーダーザクセン州南部、ゲッティンゲン郡にある小都市。2006年に「エスペラントの街」を宣言し、エスペラントによる町おこしを行っていることで知られる）

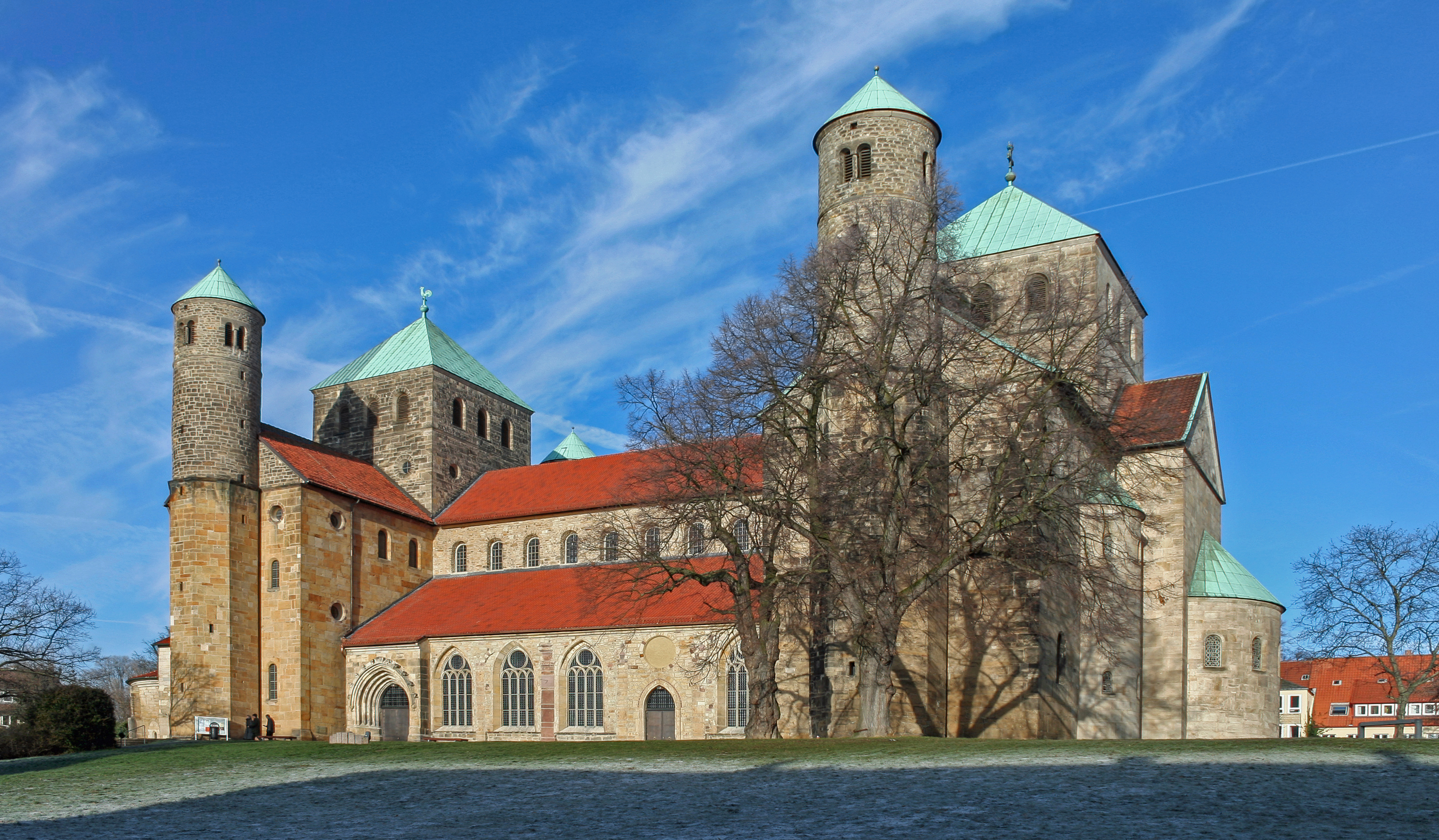
聖ミヒャエル教会（ヒルデスハイム）
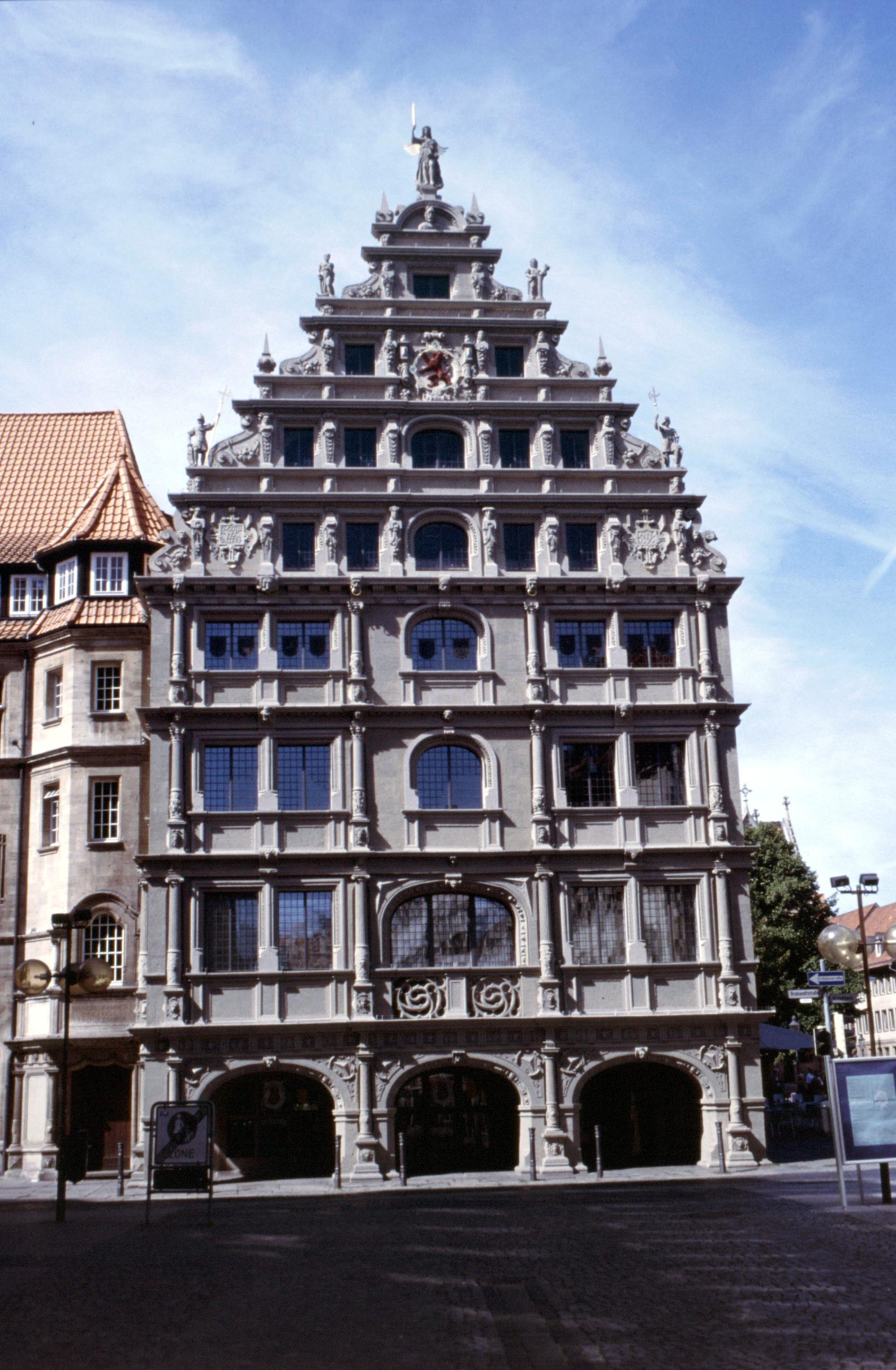
ゲヴァントハウス（ブラウンシュヴァイク）(Gewandhaus)